# Ingrid von Bothmer
Ingrid von Bothmer (26 de enero de 1918 - 21 de julio de 2003) fue una actriz teatral y televisiva alemana.

## Biografía
Nacida en Hamburgo, Alemania, su nombre completo era Ingrid Jutta Maria Freifrau von Bothmer. Bothmer procedía de una familia de oficiales y terratenientes de origen pomerano, y sus padres eran el capitán de corbeta Volbert Freiherr von Bothmer (1882–1948) y su esposa, Hildegard Bruntsch (1896–1968). 
Von Bothmer actuó en Hamburgo en el Ohnsorg-Theater y en el Sankt Pauli Theater, pasando después al Landesbühne de Hannover y a varios teatros de Berlín. Fue también conocida por sus numerosas actuaciones como artista invitada en producciones televisivas en las que coincidió en ocasiones con Harald Juhnke, siendo una de ellas la emisión del año 2000 de Til Schweiger Jetzt oder Nie – Zeit ist Geld (en la cual trabajaban Gudrun Okras, Christel Peters y Elisabeth Scherer). Ingrid von Bothmer también trabajó en cinco episodios de la serie Tatort, en los cuales encarnaba a la madre de Jan Castorff, personaje interpretado por Robert Atzorn.
Bothmer se casó el 2 de mayo de 1951 en Hamburgo con el comerciante Karl-Heinrich Flickenschildt (24 de enero de 1910 - 1987). La pareja se divorció en 1958 en Hamburgo. Con motivo de su relación, ella fue cuñada de la actriz Elisabeth Flickenschildt.
Ingrid von Bothmer falleció en Potsdam, Alemania, en 2003.

## Filmografía (selección)
- 1961 : Der Bund der Haifische (TV)
- 1963 : Der Schatten: Ein Märchen für Erwachsene (TV)
- 1966 : Diederk soll heiraten (TV)
- 1966 : Allzumal Sünder (TV)
- 1966 : Cliff Dexter (serie TV), episodio Alibi für einen Zufall)
- 1967 : Gertrud Stranitzki (serie TV)
- 1967 : Landarzt Dr. Brock (serie TV, siete episodios)
- 1968 : Vier Stunden von Elbe 1 (TV)
- 1968 : Die Unverbesserlichen (serie TV), episodio ...und ihre Sorgen
- 1968 : Cliff Dexter (serie TV), episodio Der letzte Erbe
- 1968 : Landarzt Dr. Brock (serie TV, un episodio)
- 1969 : Polizeifunk ruft (serie TV), episodio Wohnung zu vermieten
- 1970 : Ida Rogalski (serie TV), episodio Trudchen
- 1970 : Polizeifunk ruft (serie TV), episodio Kerzen im Stroh
- 1975 : Tadellöser & Wolff (miniserie)
- 1975 : Liebe Verwandtschaft (TV)
- 1978 : Und oben wohnen Engels (TV)
- 1979 : Ein Kapitel für sich (miniserie)
- 1982 : Die Kartenlegerin (TV)
- 1985 : Es muss nicht immer Mord sein (serie TV), episodio Einmal ist keinmal
- 1991 : Pappa ante Portas
- 1993 : Der Landarzt (serie TV), episodio Wo die Liebe hinfällt
- 1994 : Stadtklinik (serie TV), episodio Die Pflegemutter
- 1994 : Die Männer vom K3 (serie TV), episodio Keine Chance zu gewinnen
- 1995 : Der Infiltrator (TV)
- 1996 : Mit einem Bein im Grab (serie TV)
- 1997 : Guppies zum Tee (TV)
- 1997 : Heimatgeschichten (serie TV), episodio Der Glückspunsch
- 1998 : Ferkel Fritz (TV)
- 1998 : Der Campus
- 1998 : Die Geliebte (serie TV), episodio Das Kind der Anderen
- 1998 : Lisa Falk – Eine Frau für alle Fälle (serie TV), episodio Zeugin der Anklage
- 1999 : Heimatgeschichten (serie TV), episodio Der Besuch der alten Damen
- 1999 : Der Hund aus der Elbe (TV)
- 2000 : 3 Chinesen mit dem Kontrabass
- 2000 : Großstadtrevier (serie TV), episodio Der schwarze Sheriff
- 2000 : Jetzt oder nie – Zeit ist Geld
- 2000 : Anja & Anton (serie TV), episodio Der freche Jakob
- 2000 : Seitensprung ins Glück (TV)
- 2001 : Schloss Einstein (serie TV), episodios 153 y 154
- 2001 : Tatort (serie TV), episodios Exil! y Hasard!
- 2001 : Der König vom Block [1]
- 2002 : De 9 dagen van de gier (serie TV)
- 2002 : Der Landarzt (serie TV), episodios Alt und Jung y Geburtstag
- 2002 : Tatort (serie TV), episodios Der Passagier, Verrat y Undercover
- 2003 : Der Ärgermacher
- 2003 : Dr. Sommerfeld – Neues vom Bülowbogen (serie TV), episodio Stille Not